# Kvam (Oppland)
Kvam is een plaats in de Noorse gemeente Nord-Fron, provincie Innlandet. Kvam telt 833 inwoners (2007) en heeft een oppervlakte van 1,46 km².
Kvam ligt in Gudbrandsdalen.